# Apterostigma epinotale
Apterostigma epinotale é uma espécie de inseto do gênero Apterostigma, pertencente à família Formicidae.